# Genesis Servania
Genesis Llasos Servania (ur. 15 sierpnia 1991 w Bacolod City) – filipiński bokser kategorii superkoguciej.

## Kariera zawodowa
Na zawodowym ringu Servania zadebiutował w 2009 r. Do 2011 r. wygrał kilkanaście pojedynków, pokonując m.in. byłego pretendenta do Mistrzostwa Świata, Meksykanina Gersona Guerrero. 2 czerwca 2012 r., Servania zdobył pas WBC International Silver w kategorii superkoguciej, pokonując przez techniczny nokaut Genaro Garcíę. Bardzo wyrównana walka została przerwana w ostatniej, 12. rundzie, po kolejnym liczeniu Meksykanina. Po kilku obronach pasa WBO Asia Pacific, Filipińczyk 1 marca 2014 r. zmierzył się z byłym mistrzem świata kategorii supermuszej Alexandrem Muñozem. Servania zwyciężył przez techniczny nokaut w ostatniej, 12. rundzie. Walka została przerwana po kolejnym nokdaunie rywala. Servania dzięki zwycięstwu zdobył pas WBO Inter-Continental, który obronił w kolejnym występie, nokautując byłego pretendenta do tytułu, Jose Cabrerę.